# ウィリー・ウォルター・メルテ
ヴィリー・ヴァルター・メルテ（独: Willy/Willi Walter Merte  1889年1月9日-1948年5月16日）はドイツ出身のレンズ設計者。

## 略歴
- 1889年1月9日 - ドレスデンで生まれた[1]。
- 1913年 - カール・ツァイスに就職した[2]。
- 1919年 - テレテッサー設計[1]。
- 1925年  - ビオテッサー設計[2]。
- 1926年 - オルソメター[2]F4.5設計[3]。
- 1927年 - ビオター[2]F1.4設計[3]。
- 1932年 - Rビオター[2]F0.85設計[4]。第二次世界大戦中はドイツ軍の光学機器を研究開発していた。
- 1945年 - 5月8日のドイツの降伏直後[5]アメリカ本国に強制連行され、以降宇宙探査用光学機器、光学兵器の開発に従事させられた[2]。
- 1948年5月16日 - アメリカオハイオ州デイトンにて59歳で亡くなった[2]。